# باتريك دي لوكا
باتريك دي لوكا (بالبرتغالية: Patrick de Lucca) هو لاعب كرة قدم برازيلي، ولد في 2 مارس 2000.

## وصلات خارجية
- باتريك دي لوكا على موقع قاعدة بيانات كرة القدم.إي يو (الإنجليزية)
- باتريك دي لوكا على موقع Soccerway.com (الإنجليزية)